# 石狩鉄道
石狩鉄道（いしかりてつどう）は、北海道札幌市から石狩町（後の石狩市）を結ぶ鉄道を計画していた株式会社。後に札幌臨港鉄道（さっぽろりんこうてつどう）と社名を変更した。本項では計画されていた鉄道線（未成線）についても記述する。

## 概要
開拓使時代、石狩川流域は物流の要衝であった。鉄道の計画は1874年（明治6年）に開拓使において、幌内炭鉱と石狩川と結ぶ鉄道線を敷設し、川伝いにストロゴノフ湾（石狩湾）を経て小樽へ至る石炭輸送の必要性が述べられたことに端を発する。この計画は後に、官営幌内鉄道（手宮駅 - 札幌駅 - 幌内太駅）として実現をしている。
石狩鉄道が設立される以前、石狩町を通る鉄道線はいくつか計画がされていた。1913年（大正2年）に提出された沼田駅（北竜村）から雨竜村、新十津川村、浦臼村、月形村、当別村へ至り、さらに石狩町を通り、銭函駅（朝里村）を結ぶ『石狩川北岸鉄道敷設請願』（これは後に北竜村から当別村までの間が札沼線の石狩沼田駅 - 石狩当別駅（現・当別駅）で開通）。1922年（大正11年）に提出された銭函駅（朝里村）から石狩町、厚田村、浜益村を経て増毛駅（増毛町）へ至る『石狩川西沿岸鉄道敷設速成ノ件』。前述と前後して改正した鉄道敷設法（1922年・大正11年改正）に基づく札幌駅（札幌区）から石狩厚田浜益を経て増毛駅（増毛町）へ至る『石狩国札幌ヨリ石狩ヲ経テ天塩国増毛ニ至ル鉄道』。いずれの計画も一部を除き実現はされなかった。
1953年（昭和28年）に石狩港が特定港湾に指定されたことから、1955年（昭和30年）に石狩町にて「石狩町工場設置観光施設誘致条例」が制定された。条例制定により、鉄道敷設運動も新たな展開を迎える。
1956年（昭和31年）秋、石狩町長であった飯尾円什を会長として石狩鉄道株式会社（本社：北海道石狩郡石狩町親船）が設立された。設立時に計画として、桑園駅（札幌市）と石狩町を結ぶとする目標を発表している。1957年（昭和32年）5月29日に運輸省から『北海道札幌市北拾条から同道石狩郡石狩町』間の地方鉄道免許が交付された。同年6月には免許交付区間の鉄道計画を発表している。1959年（昭和34年）には石狩町浜町の石狩駅予定地で起工式が行われたが、石狩鉄道を主導してきた石狩町議会の勢力の変化などから、1961年（昭和36年）には工事が中断し、以降再開されることはなかった。
1963年（昭和38年）4月、石狩鉄道株式会社は株主総会において札幌臨港鉄道株式会社（本社：札幌市、資本金四千万円）と名称を改めた。以降は不動産業を主として経営された。1965年（昭和40年）には桑園駅から新川駅予定地間の地方鉄道業免許が失効。1972年頃には石狩湾新港開発計画に合わせ貨物鉄道としての活用が検討されたものの後背地が軽工業団地に指定された為トラック輸送を主に用いる方針となり建設再開には至らず、一方不動産業では1978年に分譲マンション建設も手掛けていた。1982年5月10日と11日に豊平東部農協で不渡り手形を出して事実上倒産。社員を40名から4名へ大幅削減するなどし存続する。一方で手つかずの鉄道免許が1990年代には石狩モノレールをはじめとした新交通誘致計画の支障ともなり、1998年（平成10年）には新川と石狩間の第一種鉄道事業免許廃止が許可されて会社も解散した。

## 略歴
- 1956年（昭和31年） - 石狩鉄道株式会社が設立される[1]
- 1957年（昭和32年）5月29日 - 地方鉄道免許を取得する
- 1957年（昭和32年）6月 - 1日10往復の運行計画が発表される
- 1958年（昭和33年）7月8日 - 新川駅予定地と石狩駅予定地を結ぶ部分での分割工事の施行が認可される
- 1959年（昭和34年）5月18日 - 起工式が、石狩駅予定地の石狩町浜町で行われる[5]。
- 1959年（昭和34年）5月27日 - 桑園駅と新川駅予定地を結ぶ部分での分割工事の施行が認可される
- 1963年（昭和38年）4月 - 「石狩鉄道株式会社」から「札幌臨港鉄道株式会社」に社名変更[1]
- 1965年（昭和40年） - 桑園駅から新川駅予定地までの地方鉄道業免許が失効となる
- 1970年（昭和45年） - 石狩町が現物出資を行った建設用地3.8ヘクタールを買い戻すが、残り32.5ヘクタールの所存を町議会百条委員会で調査するも不明に終わった[4]。
- 1982年（昭和57年） - 札幌臨港鉄道株式会社が事実上倒産する[3]
- 1998年（平成10年）8月5日 - 新川駅予定地と石狩駅予定地との間において、第一種鉄道事業免許廃止が許可され、会社も解散する[6]。